# Roussette rousse
Pteropus ornatus
Espèce
Statut de conservation UICN

 VU A2cd; B1ab(ii,iii,iv,v) : Vulnérable
Statut CITES
La Roussette rousse (Pteropus ornatus, Gray, 1870) est une espèce de roussette de la famille des Pteropodidae. Elle est endémique de Nouvelle-Calédonie.

## Sous-espèces
Selon Catalogue of Life (5 juillet 2018) :
- P. o. ornatus : Grande Terre ;
- P. o. auratus (Andersen, 1909) : îles Loyauté, notamment Lifou et Maré.